# Valter Matošević
Valter Matošević (Fiume, 1979. május 11. –) kétszeres olimpiai bajnok jugoszláv, majd horvát válogatott kézilabdázó, kapus.

## Pályafutása

### Klubcsapatokban
Matošević pályafutását az RK Zamet csapatában kezdte. Pályára lépett a jugoszláv és az akkoriban alakuló horvát élvonalban is, miután már 16 éves korában bemutatkozhatott a klub második csapatában.
1993-ban csatlakozott az RK Zagrebhez, ahol három sikeres évet töltött el. Háromszor nyert bajnoki címet és kupát, 1995-ben pedig döntőt játszhatott a Bajnokok Ligájában.
1996-ban visszatért a Zametbe, amely épp akkor jutott vissza a horvát első osztályba. Négy szezont töltött nevelőegyesületénél, amelynek fontos segítségére volt abban, hogy újra a horvát kézilabdázás egyik meghatározó csapatává váljon. 2000-ben a Metković Jambo, egy évre rá az olasz Bologna csapataiban folytatta pályafutását. A 2003-2004-es szezont a német Wilhelmshavener HV-ban töltötte. Pályafutása ezen szakaszában légióskodott még a német HSG Wetzlar és a spanyol Portland San Antonio csapataiban is.
2009-ben visszatért az RK Zamethez és a következő szezon végén itt fejezte be pályafutását.
2010 decemberében a TuS Nettelstedt-Lübbecke felkérte, hogy kapusuk, Nikola Blažičko sérülése miatt segítse a csapatot.
2015-ben ugyancsak visszatért rövid időre, ekkor a német másodosztályú ThSV Eisenachot segítette feljutáshoz.

### A válogatottban
Matošević 1989 és 1991 között a jugoszláv válogatott tagja volt, 1991-ben Mediterrán játékokat nyert a csapattal. 	
A horvát válogatottban 1992 és 2004 között szerepelt. Egyaránt tagja volt az 1996-os és a 2004-es olimpián aranyérmet nyerő csapatnak is. Öt Európa-, és négy világbajnokságon vett részt, 2003-ban, Portugáliában világbajnoki címet ünnepelhetett.
Ezeken a tornákon kívül több felkészülési tornán is viselte a címeres mezt, 2001-ben az amerikaiak ellen gólt is szerzett, majd ezt a teljesítményét megismételte a 2003-as világbajnokság kvalifikációs tornáján Szaúd-Arábia ellen is.
A 2004-es olimpiát követően lemondta a válogatottságot.

## Edzőként
Miután másodszorra és immár véglegesen visszavonult, Matošević a horvát U19-es válogatottnál és a Zametnél lett kapus-, illetve másodedző. A RINA kézilabdaiskola keretein belül emellett gyerekeknek tartott edzést Fiumében és Kastavban.
2013 októberében Željko Babić hívására a horvát válogatott mellett lett kapusedző. 2017-től az RK Mornar-Crikvenica vezetőedzője lett.

## Magánélet
2016-ban két dokumentumfilmben szerepelt, az Od ponora do Olimpa és a Prvi Put című alkotások is az 1996-os olimpia eseményeit dolgozzák fel, ahogy Horvátország megszerezte első aranyérmét kézilabdában.

## Sikerei, díjai
RK Zamet
- Jugoszláv másodosztályú bajnok (1): 1986-87

RK Zagreb
- Horvát bajnok (5): 1993-94, 1994–95, 1995–96, 2002–03, 2004–05
- Horvát kupagyőztes (5): 1994, 1995, 1996, 2003, 2005
- Bajnokok Ligája-döntős (1): 1995
- Kupagyőztesek Európa-kupája-döntős: 2005

RK Metković
- Horvát kupagyőztes (1): 2001
- EHF-kupa-döntős (1): 2001

FCK Håndbold
- Dán bajnok (1): 2009

Egyéni elismerései
- A horvát szövetség és a Sportske novosti szavazásán az év kézilabdázója 1995-ben.[13]
- Az év sportszemélyisége a Novi list szavazásán - 1995[14]
- Ivica Kurtini-díj - 1995
- Franjo Bučar Állami Sportdíj - 1996, 2004[15]
- RK Zamet hall of fame - 2015[16]
- Rijeka (Fiume) olimpiai medáljának tulajdonosa -2014[17]
- RK Zamet hall of fame - 2015[16]

Edzőként
- Horvát Második Liga - Nyugati csoport, bajnok (1): 2017-18[18]

### Kitüntetés
- Order of Danica Hrvatska[19]
- Order of Duke Trpimir with Neck Badge and Morning Star - 1996[20]
- Order of Duke Branimir with Necklace - 2004[21]